# 京都の恋
『京都の恋』（きょうとのこい）は、ザ・ベンチャーズが日本で発表したシングル。渚ゆう子がカバーし、シングルとして発売した。

## ザ・ベンチャーズ盤
ザ・ベンチャーズが発売したシングル。日本では1970年2月25日発売。A面曲・B面曲共にLP『ゴールデン・ポップス』（LIBERTY LP-8879）からのシングルカット。オリジナルシングル（LIBERTY LR-2445）のジャケットには「万博記念盤」と表記されている。アメリカでは1970年3月発売（LIBERTY 56153）。
ザ・ベンチャーズのインストゥルメンタル曲で同1970年開催の日本万国博覧会を記念して製作された。日本での英語題は"KYOTO DOLL"、米題は"EXPO'70"(EXPO SEVEN-O)。オリジナル・レコーディングにおいては主旋律の演奏にエレキ・シタール（彼らのコンサートも同様）が使われている。

### 収録曲
日本盤
1. 京都の恋 (KYOTO DOLL)
2. この道を歩こう (ON A NARROW STREET)

アメリカ盤
1. 京都の恋（EXPO'70 / EXPO SEVEN-O）
2. 白鳥の湖ロック（SWAN LAKE）

## 渚ゆう子盤
1970年5月25日に渚ゆう子がカバーし、シングルとして発売した。発売元は東芝音楽工業（現：ユニバーサル ミュージック合同会社）。
オリコンのシングルチャートで8週連続1位を獲得。渚自身初の85万枚を超える最大のヒット曲となった。
当初の売れ行きは低調だったが、1970年9月から急に火がつき始めた。ヒットのきっかけは京都・大阪からである。1970年12月中旬までに120万枚（公称）を売り上げ、日本有線放送連盟の「シルバー賞」を受賞した。

### 収録曲
オリジナル盤
- 両楽曲共に、編曲：川口真、演奏：東芝レコーディング・オーケストラ

1. 京都の恋 (Kyoto Doll)（2分45秒）
  - 作詞：林春生、作曲：ザ・ベンチャーズ（ドン・ウィルソン、ジョン・ダリル、ジェリー・マギー、メル・テイラー）
2. 宮崎の二人 (Miyazakino Futari)（2分42秒）
  - 作詞：辻本茂、作曲：大本恭敬
  - 規格品番：TP-2282

東洋紡プレゼント企画盤（1972年）
- 両楽曲共に、演奏：東芝レコーディング・オーケストラ

1. 京都の恋（2分45秒）
  - 作詞：林春生、作曲：ザ・ベンチャーズ（ドン・ウィルソン、ジョン・ダリル、ジェリー・マギー、メル・テイラー）、編曲：川口真
2. 遠くへ行きたい（3分5秒）
  - 作詞：永六輔、作曲：中村八大、編曲：荒木圭男
  - 非売品（規格品番：DIA-54）
  - ※「東洋紡ダイヤモンド毛糸50周年記念盤」

## その他のカバー
- 1972年、織井茂子（アルバム『京都の恋』）
- 1991年、Mi-Ke（アルバム『懐かしのブルーライトヨコハマ ヨコスカ』）
- 1994年、香西かおり（アルバム『綴織百景 VOL.4 旅』）
- 2014年、桑田佳祐（DVD・BD『昭和八十八年度! 第二回ひとり紅白歌合戦』）

## 関連作品
- GOLDEN☆BEST 渚ゆう子
- 青春歌年鑑 1970 BEST30